# Sagartiens

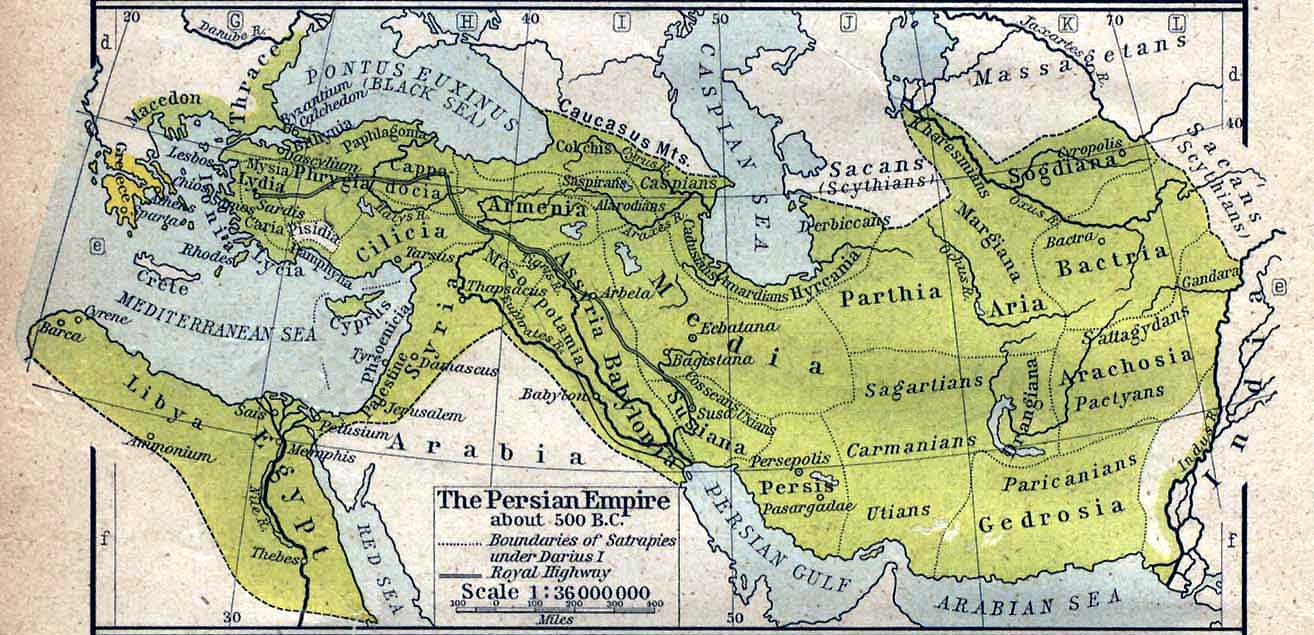
Le territoire des sagartiens (entre la Drangiane, Médie et la Parthie) sur une carte de l'Empire perse vers 500 av. J.-C.

Les Sagartiens étaient une tribu nomade de l’empire perse achéménide, d’origine exacte indéterminée, semblant peupler des régions de l’Est du plateau iranien, possiblement au Sud de l’Elbrouz ou dans la région de Yazd.
La plus ancienne mention connue de ce peuple provient d’Hérodote, au Ve siècle avant notre ère.
Les Sagartiens se seraient unis avec Cyrus II le Grand pour soumettre les Mèdes, participant à la fondation de l’empire perse achéménide auquel ils restent fidèles jusqu’à la mort de Cambyse Ier, fils de Cyrus. Se révoltant par la suite contre la dynastie achéménide, ils sont défaits par Takhmaspâda, général commandant les armées de Darius Ier, et leur chef Tritantaechmes, est exécuté.
Leur mention comme peuple de l’empire dans une inscription royale de Persépolis, de même que leur représentation comme délégation sur les escaliers de l’Apadana de Persépolis au même titre que certaines satrapies de l’empire semble accréditer l’idée que ce peuple est alors considéré comme une nation à part entière. Cependant, l’historien Pierre Briant rappelle que les listes des peuples composant l’empire dans les inscriptions royales et les représentations sont très variables, et ne semblent pas correspondre à un décompte ni à un inventaire précis ou ordonné, mais semble plutôt relever de la seule volonté royale de l’instant. Il semble que ce peuple ait été administrativement lié à la Satrapie de Drangiane sous Xerxès Ier.
La dernière mention des sagartiens date de l’invasion de la Grèce par Xerxès, aucune mention n’en est faite par les récits de la conquête de l’empire par Alexandre le Grand. Toutefois, L’astronome et géographe Grec Ptolémée mentionne l’existence d’un col montagneux des Zagros, en Médie, encore appelé Porte des Sagartiens en son temps (IIe siècle).

## Sources
- (fr) Pierre Briant, Histoire de l’Empire perse, de Cyrus à Alexandre, 1996 [détail de l’édition]
- (en) (en) W. Eilers, « Asagarta », dans Encyclopædia Iranica (lire en ligne)
- (en) Livius.org